# Honeysuckle Weeks

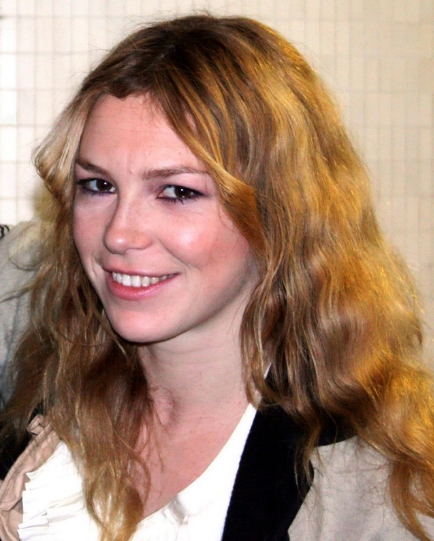
Honeysuckle Weeks - November 2008

Honeysuckle Hero Susan Weeks (* 1. August 1979 in Cardiff, Wales) ist eine britische Schauspielerin.

## Leben und Karriere
Honeysuckle Weeks wurde im August 1979 in der walisischen Hauptstadt Cardiff als Tochter von Robin und Susan Weeks geboren. Ihren ungewöhnlichen Vornamen Honeysuckle (zu Deutsch: Heckenkirschen) verdankt sie dem Umstand, dass zum Zeitpunkt ihrer Geburt diese Geißblattgewächse blühten und ihren Duft verströmten. Sie hat zwei jüngere Geschwister namens Perdita und Rollo Weeks, die ebenfalls Schauspieler sind. Aufgewachsen ist Honeysuckle Weeks in den in der südenglischen Grafschaft West Sussex gelegenen Orten Chichester und Petworth. Sie besuchte die Roedean School und nach ihrem Abschluss das Pembroke College an der Universität Oxford, wo sie Englisch studierte. Sie verbrachte ein Jahr in Italien, um in Florenz Kunstgeschichte zu studieren.
Ihre erste Berührung mit der Schauspielerei machte Honeysuckle Weeks in ihrer Kindheit als Mitglied des Chichester Festival Theatre's Youth Theatre. Ihre Eltern standen ihren schauspielerischen Ambitionen wohlwollend gegenüber und bestärkten sie noch darin. Bereits 1993 stand die damals 14-jährige in mehreren Folgen der Fernsehserie Goggle Eyes vor der Kamera. 1997 spielte sie in der auf einer literarischen Vorlage der Schriftstellerin Catherine Cookson beruhenden Fernsehserie The Rag Nymph zusammen mit ihrer jüngeren Schwester Perdita, die darin Honeysuckles Rolle als junges Mädchen spielte. Im deutschsprachigen Raum wurde sie durch ihre Episodenrolle der Fleur Bridges in der im ZDF ausgestrahlten britischen Krimiserie Inspector Barnaby bekannt. Eine weitere Nebenrolle hatte sie 2015 in der ebenfalls britischen Krimireihe Lewis. Neben ihrer Filmschauspielerei ist sie auch als Theaterschauspielerin tätig. So gab sie am Chichester Festival Theatre die Eliza Doolittle in dem Theaterstück Pygmalion.
Honeysuckle Weeks ist seit Juli 2007 mit dem Hypnotherapeuten Lorne Stormonth-Darling verheiratet. Bereits 2005 verehelichten sich die beiden während eines Urlaubs im Himalaya in einer buddhistischen Zeremonie. Seinen Wohnsitz hat das Ehepaar in London.

## Filmografie
- 1993: Goggle Eyes (Fernsehserie, 4 Folgen)
- 1994: A Dark Adapted Eye (Fernsehfilm)
- 1995–1998: Inspektor Wexford ermittelt (Ruth Rendell Mysteries, Fernsehserie, 2 Folgen)
- 1995–2009: The Bill (Fernsehserie, 4 Folgen)
- 1997: Achterbahn der Gefühle (Have Your Cake and Eat It, Fernsehserie, 4 Folgen)
- 1997: Rag Nymph (Fernsehserie, 3 Folgen)
- 1997–1998: The Wild House (Fernsehserie, 18 Folgen)
- 1998: Close Relations (Fernsehserie, 5 Folgen)
- 1999: Inspector Barnaby (Midsomer Murders, Krimiserie, Episodenrolle)
- 2000: Casualty (Fernsehserie, Episodenrolle)
- 2000: Lorna Doone (Fernsehfilm)
- 2001: My Brother Tom
- 2002–2015: Foyle’s War (Fernsehserie, 28 Folgen)
- 2005: Red Mercury
- 2005: Agatha Christie’s Poirot: Mit offenen Karten (Krimiserie, Episodenrolle)
- 2006: Where the Heart Is (Fernsehserie, Episodenrolle)
- 2007: Inspector Lynley (The Inspector Lynley Mysteries, Krimiserie, Episodenrolle)
- 2011: The Wicker Tree
- 2015: Lewis („Das Ritual“, Krimiserie, Episodenrolle)
- 2015: Death in Paradise (Folge: Besuchszeiten, Fernsehserie, Episodenrolle)
- 2016: The Five (TV-Serie, 4 Folgen)
- 2019: Frankie Drake Mysteries (TV-Serie, 1 Folge)
- 2020: Maxxx (TV-Serie, 1 Folge)

## Nominierung
- National Television Awards: 2004 Nominierung in der Kategorie Most Popular Newcomer